# 紺野麻美
紺野 麻美（こんの あさみ、1967年10月11日 - ）は、日本の元AV女優。
宮城県出身。身長：163cm。スリーサイズ：B80・W57・H84。血液型：A型。

## 活動
- 1989年にデビューした。
- 1990年に引退している。

## 人物
- 趣味：ケーキ作り
- 特技：バスケットボール

## 作品

### アダルトビデオ
- 個人教師3・受性勉強（1989年、VIP）
- マンゴ病院　看護婦日記（1989年、クリスタル映像）
- 5時をすぎたら私の勝手（1989年、クリスタル映像）
- 終末円舞（ラストダンス）（1989年、宇宙企画）
- ミッドナイト乱（1989年、ミスクリスティーヌ）
- 異邦人　激写スペルマ!!　（1989年、新東宝）
- 妖精あさみのエロス湖の伝説（1990年、ジェット）
- 華しぐれ（1990年、せいふく舎）
- アブノーマルホスピタル　第二病棟（1990年、ロイヤルアート）
- 姦通罪（1990年、ロコ）
- 第4非常事態（1990年、サム）
- 玉乱情態（1990年、アテナ）共演：綾野まこと
- ボディ・ピーチ（1990年、アリスJAPAN）
- 鎖の女教師（1990年、シネマジック）
- 桜桃紀 ひとひら（1990年、フェニックスビデオ）

### その他
- ファミコン　工藤ひとみ、紺野麻美のAV麻雀倶楽部（ハッカーインターナショナル）他出演：工藤ひとみ